# Kamienna Góra (gromada)
Kamienna Góra – dawna gromada, czyli najmniejsza jednostka podziału terytorialnego Polskiej Rzeczypospolitej Ludowej w latach 1954–1972.
Gromady, z gromadzkimi radami narodowymi (GRN) jako organami władzy najniższego stopnia na wsi, funkcjonowały od reformy reorganizującej administrację wiejską przeprowadzonej jesienią 1954 do momentu ich zniesienia z dniem 1 stycznia 1973, tym samym wypierając organizację gminną w latach 1954–1972.
Gromadę Kamienna Góra z siedzibą GRN w Kamiennej Górze utworzono – jako jedną z 8759 gromad na obszarze Polski – w powiecie chełmskim w woj. lubelskim na mocy uchwały nr 7 WRN w Lublinie z dnia 5 października 1954. W skład jednostki weszły obszary dotychczasowych gromad Pniówno i Święcica ze zniesionej gminy Olchowiec oraz obszar dotychczasowej gromady Ochoża-Pniaki ze zniesionej gminy Staw w tymże powiecie. Dla gromady ustalono 12 członków gromadzkiej rady narodowej.
1 stycznia 1958 gromadę zniesiono, włączając jej obszar do gromad: Staw (kolonię Ochoża-Pniaki), Wierzbica (wieś i kolonię Pniówno, kolonię Kamienna Góra i kolonię Święcica) i Olchowiec (wieś Święcica) w tymże powiecie.